# John Roemer
John E. Roemer (Washington D. C., 1 de febrero de 1945) es un economista y politólogo estadounidense, hijo de Ruth Roemer y Milton Roemer, homónimo de la ley de Roemer. Es profesor Elizabeth S. y A. Varick Stout de Ciencias Políticas y Economía en la Universidad de Yale. Antes de Yale, estuvo en la facultad de economía de la Universidad de California, Davis, y antes de ingresar al mundo académico, Roemer trabajó durante varios años como organizador laboral. Está casado con Natasha Roemer, con quien tiene dos hijas.
Roemer recibió su licenciatura en matemáticas summa cum laude de Harvard en 1966. Luego se matriculó como estudiante de posgrado en matemáticas en la Universidad de California, Berkeley. Se involucró intensamente en el movimiento contra la guerra de Vietnam, fue transferido al programa de doctorado en economía y fue suspendido por la universidad por sus actividades políticas. Enseñó matemáticas en escuelas secundarias de San Francisco durante cinco años. Finalmente regresó a Berkeley y recibió su doctorado. en economía en 1974.
Roemer es miembro de la Sociedad Econométrica, exmiembro del Guggenheim y miembro de Russell Sage Foundation, miembro de la Academia Estadounidense de Artes y Ciencias y miembro correspondiente de la Academia Británica. Fue presidente de la Sociedad para la Elección y el Bienestar Social y formó parte de los consejos editoriales de muchas revistas de economía, ciencias políticas y filosofía. Roemer formó parte del consejo asesor de Academics Stand Against Poverty (ASAP).

## Contribuciones académicas
Roemer ha contribuido principalmente en cinco áreas: economía marxista, justicia distributiva, competencia política, equidad y cambio climático, y teoría de la cooperación.

### Economía marxista
Los primeros trabajos de Roemer fueron un intento de exponer los temas principales de la economía marxista utilizando las herramientas del equilibrio general y la teoría de juegos. Roemer (1982), propuso un modelo de agentes que se diferenciaban por sus dotaciones y tenían que elegir ocupaciones, ya sea vendiendo mano de obra, contratando mano de obra o trabajando con su propio capital. Al optimizar con respecto a los precios de mercado, los agentes eligen una de cinco posiciones de clase, cada una de las cuales consta de varias combinaciones de estas tres actividades. Esto da lugar a una estructura de clases, cuya nomenclatura agrícola sería terratenientes (que sólo contratan mano de obra), campesinos ricos (que contratan mano de obra y trabajan ellos mismos en sus campos), campesinos medios (que sólo trabajan para sí mismos y no participan en el trabajo de mercado), campesinos pobres (que trabajan en su propia parcela y venden mano de obra) y trabajadores sin tierra (que sólo venden mano de obra). Independientemente de esta taxonomía, los individuos son explotadores o explotados, dependiendo de si consumen bienes que implican más o menos trabajo del que gastan. El resultado central, el Principio de Correspondencia de Explotación de Clases (PCCE), establece que los individuos que optimizan contratando mano de obra son necesariamente explotadores, y aquellos que optimizan vendiendo mano de obra son explotados. Así, un principio marxista clásico, tomado como un hecho observado en los escritos de Marx, emerge aquí como un teorema. Se proporcionan microfundamentos para la relación entre explotación y clase.
En modelos simples (por ejemplo, el de Leontief), la definición de «trabajo incorporado en bienes» es sencilla. En el caso de conjuntos de producción más complicados, no lo es y, por tanto, la definición de explotación no es obvia. El programa de Roemer consistía entonces en proponer definiciones de tiempo de trabajo incorporado, para economías con conjuntos de producción más generales, que preservarían el CECP. Esto llevó a la observación de que, para conjuntos de producción generales, el tiempo de trabajo incorporado no puede definirse antes de conocer los precios de equilibrio. Por tanto, contrariamente a Marx, el valor trabajo no es un concepto más fundamental que los precios.

### Justicia distributiva
El trabajo de Roemer sobre la explotación lo llevó a creer que la causa fundamental de la explotación era la desigualdad en la propiedad de los activos productivos, en lugar del tipo de opresión que ocurre en el proceso de trabajo en el punto de producción; esta última visión fue sostenida por muchos en el «Nueva Izquierda» (véase, por ejemplo, Braverman 1974). Mientras escribía Teoría general de la explotación y de las clases (1982), Roemer conoció al filósofo G. A. Cohen y al teórico político Jon Elster: ellos y otros habían formado un grupo de marxistas, jóvenes científicos sociales y filósofos de ideas afines que consideraban que su tarea era reconstruir marxismo sobre bases analíticas sólidas, utilizando técnicas modernas (véase Marxismo analítico). Roemer se unió a este grupo en 1981. Estuvo fuertemente influenciado por Cohen, cuyo trabajo La teoría de la historia de Karl Marx: una defensa (1978) se convertiría en el estándar de oro del marxismo analítico. Habiendo decidido que la desigualdad en la propiedad de activos era el principal culpable de la desigualdad capitalista, Roemer, bajo la influencia de Cohen, comenzó a leer trabajos filosóficos sobre la igualdad. Quedó impresionado con los escritos de Ronald Dworkin (1981a, 1981b), que defendía una especie de igualitarismo de recursos. Pero en Roemer (1985) demostró que el hipotético mercado de seguros que Dworkin postulaba que se desarrollaba detrás de un velo de ignorancia no era suficiente para compensar a aquellos con una pobre dotación de talentos naturales o mala suerte en la lotería de nacimiento, como Dworkin había pretendido. De hecho, patológicamente, el mercado de seguros de Dworkin podría transferir riqueza de personas discapacitadas a personas capaces. Influenciado también por la propuesta de Richard Arneson (1989), Roemer (1993) propuso una concepción de igualdad de oportunidades, que intentaba llevar a cabo el programa de Dworkin y Arneson, es decir, compensar a las personas por su mala suerte en la lotería de nacimiento, pero para hacerlos responsables de sus decisiones o esfuerzos. Amplió esta teoría en Roemer (1996, 1998, 2012), donde propuso un algoritmo mediante el cual una sociedad podría igualar oportunidades para un objetivo determinado (capacidad de ganar salarios, ingresos, salud), en consonancia con su propia visión de los factores que los individuos deberían tener en cuenta. responsables y de qué factores exigieron compensación. Roemer y colaboradores han producido varias aplicaciones de este enfoque (Roemer et al. 2001; Llavador y Roemer 2001; Betts y Roemer 2007; Keane y Roemer 2009; Bjorkund, Jantti y Roemer 2012). El Banco Mundial (2006, 2009) ha empleado este enfoque para evaluar la desigualdad de oportunidades en los países en desarrollo.

### Competencia política
Naturalmente, Roemer estaba interesado en la «lucha de clases democrática», es decir, la manera en que las clases en las democracias disputan sus intereses opuestos. No estaba satisfecho con el concepto reinante de equilibrio político, el equilibrio de Hotelling-Down, por varias razones: en primer lugar, conceptualiza a los actores políticos como si se preocuparan únicamente por ganar elecciones, en lugar de representar a los electores, y en segundo lugar, el concepto es extremadamente frágil, ya que el equilibrio existe., genéricamente, sólo si el espacio de políticas es unidimensional. En Roemer (1999), propuso un concepto de equilibrio político en la competencia partidaria, que explotaba la idea de que las organizaciones partidistas consisten en facciones. En una variante de la propuesta, cada organización del partido comprende tres facciones: los militantes, que desean proponer una política que maximice la utilidad promedio de los electores del partido, los oportunistas, que sólo desean maximizar la probabilidad de victoria, y los reformistas. que desean maximizar la utilidad esperada de sus electores. Un equilibrio consiste en una propuesta de política de cada partido, de modo que ningún partido pueda desviarse hacia otra política que aumentaría los beneficios de sus tres facciones. Se puede considerar que este concepto, llamado Equilibrio de Nash por unanimidad partidaria (PUNE), implica la negociación de Nash entre facciones dentro de cada partido y el equilibrio de Nash entre partidos. Además de capturar lo que parece suceder en la competencia partidaria, PUNE tiene la virtud de que existe independientemente de la dimensión del espacio político. (De hecho, con dos partes, existe genéricamente un conjunto o variedad bidimensional de equilibrios, en condiciones razonables). Esta teoría fue ampliada y aplicada a varios ejemplos en Roemer (2001). En Roemer, Lee y Van der Straeten (2006), se aplicó para analizar elecciones en cuatro países, donde se postulaba que las dos dimensiones de la política eran los impuestos y la inmigración (o la cuestión racial). En Roemer (2006), se estudió un modelo dinámico, donde la pregunta que se plantea es si la competencia política durante un largo período tendería a producir más igualdad económica, a través de políticas de financiamiento educativo elegidas democráticamente.

### Equidad y cambio climático
Con sus colaboradores Humberto Llavador y Joaquim Silvestre, Roemer ha elaborado una teoría formal de la sostenibilidad, que los autores aplican al problema del cambio climático (Llavador, Roemer y Silvestre 2010 y 2011). En lugar de maximizar una suma de utilidades generacionales descontadas hacia el futuro, que es la práctica prácticamente ubicua de los economistas que trabajan en el cambio climático, los autores maximizan un objetivo que sostiene el bienestar al nivel más alto posible, o sostiene el crecimiento del bienestar a una tasa de crecimiento elegida. Roemer (2011) critica el enfoque utilitario descontado. En Llavador, Roemer y Silvestre (2012) los autores proponen cómo se puede resolver el problema de negociación entre el Norte y el Sur global sobre la asignación de derechos para emitir gases de efecto invernadero. La propuesta no parte de una posición ética que postula una distribución a priori de los derechos de contaminación entre las naciones, sino más bien de un postulado motivado políticamente que, según los autores, es necesario y suficiente para alcanzar un acuerdo.

### Cooperación
Aunque los biólogos evolutivos, los antropólogos y los economistas del comportamiento ven cada vez más al Homo sapiens como una especie cooperativa, casi toda la teoría económica supone un comportamiento no cooperativo: la teoría del equilibrio general y la teoría de juegos no cooperativos son las principales herramientas. Incluso la teoría de juegos «cooperativa» no modela la cooperación, sino que la trata como una caja negra: los valores de las coaliciones en un juego cooperativo se dan como dados y no se explica cómo las coaliciones producen estos valores. En Roemer y Silvestre (1993), los autores demostraron la existencia, para entornos económicos bastante generales, de una asignación que denominaron solución proporcional (PS): una asignación de bienes y trabajo que es eficiente en el sentido de Pareto y en la que cada uno recibe bienes cuyos El valor (a precios de apoyo a la eficiencia) es proporcional al valor del trabajo invertido. En particular, si tal asignación pudiera realizarse, rectificaría las ineficiencias exhibidas en el equilibrio de Nash conocido como la tragedia de los comunes. ¿Pero cómo podría realizarse? Roemer (1996) demostró que la solución proporcional es un «equilibrio kantiano» de un juego natural. En el equilibrio de Nash, un jugador se pregunta, de forma autárquica, si puede mejorar su recompensa alterando su acción, asumiendo que las acciones de los demás permanecen fijas. En el equilibrio kantiano, un jugador sólo altera su oferta de trabajo en un cierto múltiplo, si prefiere que todos los jugadores alteren su oferta de trabajo en el mismo múltiplo. En otras palabras, emprende una acción sólo si prefiere la situación en la que su acción esté «universalizada». Un equilibrio kantiano es un vector de ofertas laborales tal que a ningún jugador le gustaría multiplicar todas las ofertas por un número no negativo. Esto captura un tipo de cooperación: los agentes no contemplan desviarse independientemente de los demás, sino sólo en concierto con otros. En Roemer (2011), se muestra que, en una variedad de juegos, los equilibrios kantianos generan asignaciones eficientes en el sentido de Pareto: rectifican las ineficiencias asociadas con el equilibrio de Nash. En particular, si una tribu de pescadores que vive en un lago aprende a optimizar a la manera kantiana, utilizará el lago de manera eficiente, evitando la tragedia de los bienes comunes.

### Ediciones en español
- Roemer, John E. (1989). Valor, explotación y clase. Fondo de Cultura Económica. ISBN 978-968-16-3320-2.
- Roemer, John E. (1989). El Marxismo - Una Perspectiva Analítica. Fondo de Cultura Económcia. ISBN 978-968-16-3156-7.
- Roemer, John E. (1989). Teoría general de la explotación y de las clases. Siglo XXI de España. ISBN 978-84-323-0689-1.
- Roemer, John E. (1995). Un futuro para el socialismo. Crítica. ISBN 978-84-7423-651-4. Consultado el 28 de febrero de 2024.